# Nicola Beati
Nicola Beati (Perugia, 13 febbraio 1983) è un ex calciatore italiano, di ruolo centrocampista, collaboratore tecnico del Verona.

## Carriera

### Club
Cresce nelle giovanili dell'Inter, dove conquista un Campionato Primavera (2001-2002) ed un Torneo di Viareggio ed inizia a collezionare qualche presenza in Serie A con la prima squadra, con cui esordisce il 17 giugno 2001 in Inter-Bologna (2-1). Effettuerà in tutto 3 partite in serie A, 2 in Coppa Italia e 1 nelle coppe europee, in Champions League contro il Bayer Leverkusen.
Viene ceduto in prestito alla Triestina, ma un brutto infortunio al ginocchio lo costringe a saltare gran parte della stagione.
Negli anni successivi l'Inter lo cede in prestito a varie società, ma il riacutizzarsi dei problemi al ginocchio non gli consente di giocare con continuità.
Nel gennaio 2007 viene acquistato in prestito dal Perugia, in Serie C1, dove gioca fino al termine della stagione. A giugno viene acquistato a titolo definitivo dall'Arezzo.
Il 5 agosto 2009 viene acquistato a titolo definitivo dal Crotone.
Nel gennaio 2011 passa a titolo definitivo al Frosinone. In cambio la società cede, sempre a titolo definitivo, il brasiliano Caetano Calil al Crotone.
Il 29 gennaio 2012 passa a titolo definitivo al Sorrento.
Il 13 gennaio 2014 viene tesserato dal Foligno in Serie D. Il 13 febbraio 2015 passa alla Sammaurese in Eccellenza dove vince il campionato. Il 18 luglio 2015 viene tesserato dal Vivi Altotevere Sansepolcro in Serie D.

### Nazionale
Ha fatto parte di diverse selezioni giovanili e ha giocato nella Nazionale italiana Under-21.

### Allenatore
Dopo essere stato per due anni prima collaboratore tecnico e poi vice di Armando Madonna nella Primavera dell’Inter, nel luglio del 2021 diventa collaboratore di Paolo Zanetti al Venezia.

## Statistiche

### Presenze e reti nei club
| Stagione         | Squadra          | Campionato       | Campionato | Campionato | Coppe nazionali | Coppe nazionali | Coppe nazionali | Coppe continentali | Coppe continentali | Coppe continentali | Altre coppe | Altre coppe | Altre coppe | Totale | Totale |
| Stagione         | Squadra          | Comp             | Pres       | Reti       | Comp            | Pres            | Reti            | Comp               | Pres               | Reti               | Comp        | Pres        | Reti        | Pres   | Reti   |
| ---------------- | ---------------- | ---------------- | ---------- | ---------- | --------------- | --------------- | --------------- | ------------------ | ------------------ | ------------------ | ----------- | ----------- | ----------- | ------ | ------ |
| 2000-2001        | Inter            | A                | 1          | 0          | CI              | 0               | 0               | UCL+CU             | 0+0                | 0+0                | SI          | 0           | 0           | 1      | 0      |
| 2001-2002        | Inter            | A                | 0          | 0          | CI              | 0               | 0               | CU                 | 0                  | 0                  | -           | -           | -           | 0      | 0      |
| 2002-2003        | Inter            | A                | 2          | 0          | CI              | 2               | 0               | UCL                | 1                  | 0                  | -           | -           | -           | 5      | 0      |
| ago.-dic. 2003   | Inter            | A                | 0          | 0          | CI              | 0               | 0               | UCL                | 0                  | 0                  | -           | -           | -           | 0      | 0      |
| gen.-giu. 2004   | Triestina        | B                | 5          | 0          | CI              | -               | -               | -                  | -                  | -                  | -           | -           | -           | 5      | 0      |
| ago.-dic. 2004   | Inter            | A                | 0          | 0          | CI              | 0               | 0               | UCL                | 0                  | 0                  | -           | -           | -           | 0      | 0      |
| Totale Inter     | Totale Inter     | Totale Inter     | 3          | 0          |                 | 2               | 0               |                    | 1                  | 0                  |             | 0           | 0           | 6      | 0      |
| gen.-giu. 2005   | Spezia           | C1               | 11         | 0          | CI-C            | 2+              | 0+              | -                  | -                  | -                  | -           | -           | -           | 13+    | 0+     |
| 2005-2006        | Arezzo           | B                | 27         | 0          | CI              | 0               | 0               | -                  | -                  | -                  | -           | -           | -           | 27     | 0      |
| ago.-dic. 2006   | Arezzo           | B                | 0          | 0          | CI              | 3               | 0               | -                  | -                  | -                  | -           | -           | -           | 3      | 0      |
| gen.-giu. 2007   | Perugia          | C1               | 7          | 0          | CI+CI-C         | -               | -               | -                  | -                  | -                  | -           | -           | -           | 7      | 0      |
| 2007-2008        | Arezzo           | C1               | 28         | 1          | CI-C            | ?               | ?               | -                  | -                  | -                  | -           | -           | -           | 28     | 1      |
| 2008-2009        | Arezzo           | 1D               | 29+2       | 1+0        | CI-LP           | ?               | ?               | -                  | -                  | -                  | -           | -           | -           | 31     | 1      |
| Totale Arezzo    | Totale Arezzo    | Totale Arezzo    | 86         | 2          |                 | 3+              | 0+              |                    | -                  | -                  |             | -           | -           | 89+    | 2+     |
| 2009-2010        | Crotone          | B                | 32         | 1          | CI              | 1               | 0               | -                  | -                  | -                  | -           | -           | -           | 33     | 1      |
| ago.-dic.2010    | Crotone          | B                | 15         | 0          | CI              | 1               | 0               | -                  | -                  | -                  | -           | -           | -           | 16     | 0      |
| Totale Crotone   | Totale Crotone   | Totale Crotone   | 47         | 1          |                 | 2               | 0               |                    | -                  | -                  |             | -           | -           | 49     | 1      |
| gen.-giu. 2011   | Frosinone        | B                | 11         | 0          | CI              | -               | -               | -                  | -                  | -                  | -           | -           | -           | 11     | 0      |
| ago.-dic. 2011   | Frosinone        | 1D               | 14         | 0          | CI+CI-LP        | 2+?             | 0+?             | -                  | -                  | -                  | -           | -           | -           | 16+    | 0+     |
| Totale Frosinone | Totale Frosinone | Totale Frosinone | 25         | 0          |                 | 2+              | 0+              |                    | -                  | -                  |             | -           | -           | 27+    | 0+     |
| gen.-giu. 2012   | Sorrento         | 1D               | 7+1        | 1          | CI+CI-LP        | -               | -               | -                  | -                  | -                  | -           | -           | -           | 8      | 1      |
| 2012-2013        | Sorrento         | 1D               | 23         | 0          | CI+CI-LP        | 2+?             | 0+?             | -                  | -                  | -                  | -           | -           | -           | 25+    | 0+     |
| Totale Sorrento  | Totale Sorrento  | Totale Sorrento  | 31         | 1          |                 | 2+              | 0+              |                    | -                  | -                  |             | -           | -           | 33+    | 1+     |
| gen.-giu. 2014   | Foligno          | D                | 9          | 0          | CI-D            | ?               | ?               | -                  | -                  | -                  | -           | -           | -           | 9+     | 0+     |
| ago.-dic. 2014   | Foligno          | D                | 0          | 0          | CI+CI-D         | ?               | ?               | -                  | -                  | -                  | -           | -           | -           | 0+     | 0+     |
| Totale Foligno   | Totale Foligno   | Totale Foligno   | 9          | 0          |                 | 0+              | 0+              |                    | -                  | -                  |             | -           | -           | 9+     | 0+     |
| gen.-giu. 2015   | Sammaurese       | Ecc              | 11         | 1          | -               | -               | -               | -                  | -                  | -                  | -           | -           | -           | 11     | 1      |
| 2015-2016        | Sansepolcro      | D                | 26         | 0          | CI-D            | ?               | ?               | -                  | -                  | -                  | -           | -           | -           | 26+    | 0+     |
| Totale carriera  | Totale carriera  | Totale carriera  | 261        | 5          |                 | 13+             | 0+              |                    | 1                  | 0                  |             | 0           | 0           | 275+   | 5+     |

### Cronologia presenze e reti in nazionale
| Cronologia completa delle presenze e delle reti in nazionale ― Italia under 21 | Cronologia completa delle presenze e delle reti in nazionale ― Italia under 21 | Cronologia completa delle presenze e delle reti in nazionale ― Italia under 21 | Cronologia completa delle presenze e delle reti in nazionale ― Italia under 21 | Cronologia completa delle presenze e delle reti in nazionale ― Italia under 21 | Cronologia completa delle presenze e delle reti in nazionale ― Italia under 21 | Cronologia completa delle presenze e delle reti in nazionale ― Italia under 21 | Cronologia completa delle presenze e delle reti in nazionale ― Italia under 21 |
| Data                                                                           | Città                                                                          | In casa                                                                        | Risultato                                                                      | Ospiti                                                                         | Competizione                                                                   | Reti                                                                           | Note                                                                           |
| ------------------------------------------------------------------------------ | ------------------------------------------------------------------------------ | ------------------------------------------------------------------------------ | ------------------------------------------------------------------------------ | ------------------------------------------------------------------------------ | ------------------------------------------------------------------------------ | ------------------------------------------------------------------------------ | ------------------------------------------------------------------------------ |
| 20-8-2002                                                                      | Grosseto                                                                       | Italia under 21                                                                | 0 – 2                                                                          | Germania under 21                                                              | Amichevole                                                                     | -                                                                              | 59’                                                                            |
| Totale                                                                         |                                                                                | Presenze                                                                       | 1                                                                              |                                                                                | Reti                                                                           | 0                                                                              |                                                                                |

## Palmarès

### Club

#### Competizioni giovanili
- Torneo di Viareggio: 1

Inter: 2002
- Campionato Primavera: 1

Inter: 2001-2002

#### Competizioni nazionali
- Coppa Italia Serie C: 1

Spezia: 2004-2005